# 磯貝宗和
磯貝 宗和（いそがい そうわ、1854年 - 1940年）は、石州流の家元。号は桃可菴。都古流華道流祖の空瓢堂磯貝一阿彌の夫人。本名は和歌。

## 経歴
片桐宗猿に伝わる片桐石州の茶の湯を梶宗龍より継承する。宗猿の茶系譜は宗和によって東京中心に広められた。